# 科拉區

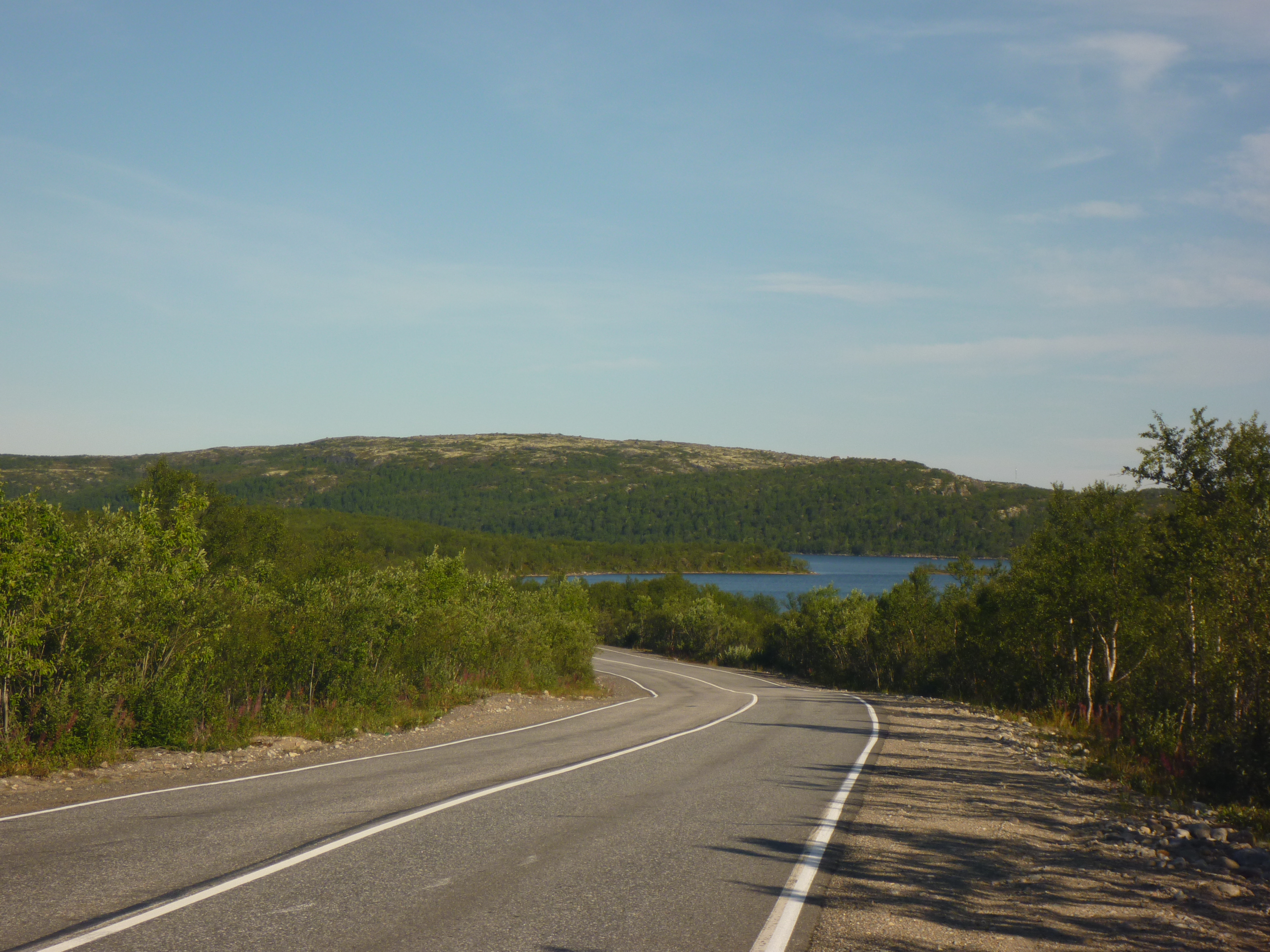

68°53′N 33°03′E / 68.883°N 33.050°E
科拉區（俄语：Кольский район），是俄羅斯的一個區，位於該國西北部，由摩爾曼斯克州負責管轄，該區行政中心為科拉。科利斯基區始建於1927年8月1日，面積27,600平方公里，2010年人口44,670，人口密度每平方公里1.62人。